# 콩트가 시작된다
《콩트가 시작된다》(일본어: コントが始まる)는 2021년 4월 17일부터 6월 19일까지 NTV 계열 “토요 드라마”에서 방송된 일본의 텔레비전 드라마이다. 주연은 스다 마사키. 카네코 시게키의 오리지널 각본에 의한 다섯 명의 젊은이의 삶을 그린 군상극이다.
매회 드라마의 시작 부분에서 스다 마사키, 카미키 류노스케, 나카노 타이가 세 사람이 극 중에서 연기하는 개그 트리오 〈맥베스〉가 드라마의 복선이 되는 짧은 콩트를 연기 본편에서 그 복선이 회수되는 구성으로 되어  있다.

## 줄거리
1년 반 전에 유명 식품 회사를 퇴직한 나카하마 리호코는 간식 〈이비스〉에서 일하는 동생 나카하마 츠무기와 동거하면서 패밀리 레스토랑 〈메이크업 쉬라즈〉에서 아르바이트를 하고 있다. 그 아르바이트에서 리호코는 일주일에 한 번 네타 맞춤을 위해 내점하는 무명의 개그 트리오 〈맥베스〉의 세 명에게 관심을 가지게 되고, 인터넷에서 자료를 보고 자신의 일을 조사 중에 어느덧 그들의 존재가 인생 의 버팀목이 되어 있었다.
1년 후, 맥베스의 단독 라이브에 처음으로 발길을 옮긴 리호코는 라이브 종료 후 맥베스의 해산 발표를 듣고 큰 충격을 받는다.
한편, 그런 맥베스의 세 사람은 자신들의 미래에 대해 고민하고 있었다.
고등학교의 문화제에서 콩트를 연기한 타카이와 하루토와 미노와 준페이는 주위의 반응을 듣고 있었지만, 그 날의 학교 안에서 화제를 뿌요뿌요 일본에서 빛난 아사부키 슌타에 휩쓸려 버린다. 누구로부터도 상대되지 않았던 하루토였지만, 대학의 오치켄에 있던 웃음에 있어서는 진보적인 담임·마카베 곤스케에 콩트를 칭찬 받고 하루토는 그것을 계기로 진로를 개그맨으로 정하고, 준페이를 멤버로 초대해 개그 콤비 〈맥베스〉를 결성하고 5년 후에는 슌타도 합류하여 트리오로 편성되었다.
그러나 현실은 어렵고, 코미디 쇼 오디션에는 한 번도 통과하지못하고, 아르바이트의 나날들이 계속되고 있었다. 세 명에게는 〈데뷔 10년이 지나도 브레이크하여야 해산〉이라는 약속이 10년째가 다가오던 어느 날, 준페이는 본가 「미노와 주점」을 뒤잇는 것을 의식하기 시작하고, 고등학교 졸업  때부터 교제하고 있는 여자친구·키시쿠라 나츠미에는 결혼하고 싶은 표정을 보여줄 수 있다고 고백. 슌타도 아르바이트 닭꼬치 〈파퍼트〉의 점장·안도 토모로에게 정규직으로 전환에 대한 대화를 계속하고 있다고 전해 네타 만들기 담당의 하루토는 죄책감에 사로 잡힌다.
슌타의 제안에 〈다음 네타를 선보여 오디션에 불합격이라면 해산〉이라고 결정하고 오디션에 도전하지만 무참히도 옥쇄. 다음날의 단독 라이브에서 맥베스는 다음 달 단독 라이브를 갖고 해산한다고 몇몇의 팬들에게 알린다.
라이브 종료 후 항상 패밀리 레스토랑에 초대해주는 리호코를 객석에서 발견한 하루토는 귀로에 도착한 그녀에게 말을 걸고, 이 일을 계기로 맥베스의 세 명과 나카하마 자매와의 교류가 시작된다.

## 등장 인물

### 맥베스
고등학교 동창생으로 결성된 콩트 트리오. 전혀 인지도가 없는 무명으로, 한 달에 한 단독 라이브를 개최하고 있으며 객석에는 빈 자리가 많다.
- 타카이와 하루토 <28> - 스다 마사키

〈맥베스〉의 멤버. 네타 만들기 담당. 츳코미 담당. 철거 현장에서 아르바이트를 하고 있다. 고등학교 2학년 문화제에서 연극의 각본을 쓰고 상을 수상한 다음 해 문화제에 준페이와 함께한 콩트 무대에서 보람을 느끼고 대학에 진학하지 않고 컨트롤러 연예인을 목표로 하게 된다. 10년이 지났음에도 연예인으로 빛을 보지 못한 채 자신이 연예인의 길을 주도했다는 것으로 준페이와 슌타의 인생을 망가 뜨린 것은 아닐까라고 고민하지만 그의 책임감의 힘과 통찰력에서 나오는 네타로, 리호코와 형의 토시하루 등에 구원 받는 면도 있다. 맥베스의 해산을 결정하고 동료들이 속속히 세컨드 라이프의 준비를 시작 중에 지금까지 맥베스 이외의 세계를 모르고 다른 아무것도 쓸모가 없던 1명만 다른 삶을 찾지 못하고 있다. 맥베스 해산 후 물 수리의 일에 종사.
- 아사부키 슌타 <28> - 카미키 류노스케 (유소년기: 야마다 아츠키)

맥베스의 멤버. 보케 담당. 닭 꼬치 점 〈파퍼트〉에서 아르바이트를 하고 있다. 취미는 간식 내왕. 주식은 팝콘. 어린 시절부터 게임에 열중하고 고등학교 재학 중에 뿌요뿌요의 전국 대회 우승 졸업 후 프로게이머로 활동하고 있었지만, 5년 전에 맥베스에 합류. 게임의 우승 상금으로 고교 시절에 중고 시트로엥을 대량으로 구입한 후 그 차가 맥베스의 이동 수단이 된다. 아버지를 젊은 나이에 잃은 어머니도 타협이 나빴던 것에 고독을 느끼고, 자신도 아버지처럼 오래 살지 못할 것이 아니냐는 막연한 불안에서 고등학교 시절부터 자살을 생각하기도 했지만, 하루토의 아무렇지도 않은 한마디에 이끌려진 이후 하루토에 절대적인 신뢰를 두고 그를 계속 따라 가려고 결정한다.  또한 단골의 간식 가게에서 만나 의기 투합한 츠무기에 약한 부분을 보이게 된다.
〈하는 일 모두를 못마땅하게 보는〉 어머니·유리코를 거절하고 고교 졸업 후 자취를 시작하고, 이후 어머니가 싫어하는 금발로 염색하고 팝콘만 먹는 등 반발하고 얼굴을 대면을 피하고 있었다. 병원에서 어머니가 위독하다는 연락은 받지만 만나는 것을 거부했기 때문에 하루토 등으로부터 설득을 받지만, 그래도 거부하고 아파트를 뛰쳐나가 하루토 등과도 다투고 난 뒤 있을 곳이 없다고 츠무기의 호출로 도움을 요청했을 때 그녀의 설득으로 병원으로 향한다. 병원에서 의식이 없는 어머니에게 “다시 용서 받을 시간을 좀 달라”고 호소하지만, 어머니의 최후를 간호하게 된다. 맥베스 해산을 결정하고 츠무기와 보내는 시간이 늘어나면서 그녀와의 사이가 깊어지지만, 그녀의 방을 돕는 과정에서 충돌해 버린다.  그 후, 이비스에서 츠무기의 연심을 듣고 이전 그녀가 “자신은 아무도 서프라이즈를 해주지 않는다”라고 불평하고 있던 것으로부터, 깜짝 키스를 하고 자신의 애정을 전한다. 맥베스 해산 후 대모험을 떠나기로 하고, 츠무기를 일본에 남겨두고 해외로 여행한다.
- 미노와 준페이 <28> - 나가노 타이가

맥베스의 멤버. 보케 담당. 마장 〈아카마무시〉에서 아르바이트를 하고 있다. 평소 까부는 분위기 메이커.  땀을 흘리면 다리에 냄새가 나는 체질. 고교 시절 “주위를 웃게 하고 싶으니까”라고 하루토를 문화제에서 컨트롤러에 초대하지만, 실은 마음에 둔 나츠미의 관심을 끄는 것이 목적이었다. 7월 23일을 〈나츠미의 날〉로 정하고, 〈723 (나츠미)〉의 자동차 번호판의 사진을 72장 선물한 것으로 그녀의 사랑을 획득해 사귀는 것에 성공한다. 10년이 지난 지금은 나츠미와의 결혼을 의식하고 있지만서도 대기업에서 일하는 나츠미와 무명의 연예인인 자신의 격차에 고민한다.  맥베스 해산을 결정하고 자신의 장점이 없어지는 것이나, 그녀의 생일을 축하할 계획이 어긋나게 된 것으로 한때 이별도 각오도 했었지만, 하루토의 주선으로 자신이 나츠미에 적극적으로 준비했던 써프라이즈 기획을 반대로 나츠미가 해주면서 그녀의 애정을 다시 확인한다.
맥베스 해산 후 본가 〈미노와 주점〉을 잇는 생각도 있었지만, 매형의 고요가 다니던 직장을 그만 두고 탈 샐러리맨으로 술집을 잇는 이야기가 진행되고 있는 것을 어머니·아케미로부터 전해 듣고 갑자기 당황하기 시작하고, 해산이 결정 된 다음 날은 본가에 돌아가 본격적으로 주점의 수행을 시작한다. 지금까지 좋아하는 일을 하면서도 가업을 돌보지 않았다는 생각으로 아버지·류조에 질책 받지만, 고개를 숙이고 고객을 끌어 모으는 등 점차 사회인으로서의 성장을 보인 것으로, 누나·유미코에게는 무명이였던 맥베스의 경험이 살아있다고 칭찬 받는다. 나츠미와의 교제를 계기로 유우마와 거리를 두게 된 자신에 하루토가 동조하며 그때까지는 사이가 좋았던 유우마와는 불화가 되어 버린 것에 수년간 책임을 느끼고 있었으며, 하루토 몰래 유우마를 〈파퍼트〉에 초대해 자신이 유우마로부터 다가가 그 모습을 뒤에서 들어 온 하루토에게 보여줌으로써 그들의 감정을 푸는데 성공한다.

### 나카하마 자매
- 나카하마 리호코 <28> - 아리무라 카스미 (10세경 : 우치다 쿄우)

패밀리 레스토랑 〈메이크업 쉬라즈〉에서 아르바이트하고 있다. 맥베스의 열광적인 팬. 1993년 4월 10일 출생. 일년 반 전에 유명 식품 회사 근무했었지만 성실해도 너무 했던 성격 때문에 자신에게 아무런 책임도 없는 주장에 대응하고 있던 곳, 동료들로부터 배신을 당하고 그 문제의 원인을 전부 자신의 탓이 되어 책임을 혼자 짊어되는 상황에 몰린 뒤에는 그 압력에 견디지 못하고 사내에서 완전히 고립되어 문제가 일단락 된 시점에서 퇴사해 버렸다. 폐인처럼 되어 버렸던 것을 여동생 츠무기가 구출해 내 패밀리 레스토랑 〈메이크업 쉬라즈〉에서 아르바이트를 할 정도로 회복하게 되면서 맥베스의 세 명과 만나게 된다.
맥베스를 응원하는 것이 인생의 버팀목이 되면서, 기르 고 있던 열대어에 멤버의이름을 붙이거나 인터넷에 올라있는 멤버의 과거 인터뷰 기사를 거의 읽어서 멤버 사이에서도 모르는 같은 것도 모두 숙지하고 있다. 사실 이전 회사를 퇴사한 당일 만취해 심야의 공원에서 자고 있었는데 걱정하면서 말을 건너 온 하루토에 취해 얽혀 있었지만, 하루토에 지적 될 때까지 그 일을 기억하지 못한다. 그 또한 과음으로 하루토에 관련되어 버리지만, 그 때 맥베스의 해산 후 그의 불안한 속내를 들어 버리고, 따뜻하게 콩트 인생을 구원해 온 지금 자신 자신이 그의 힘이 되고 싶다고 생각하게 된다. 또한 츠무기와의 동거를 해소하고 독립하려고 하는 것에서 자신도 과거의 상처에서 다시 일어나 취직 활동을 시작, 나츠미의 아는 전직 에이전트에게 소개받은 회사에 취직이 결정된다.
- 나카하마 츠무기 <25> - 후루카와 코토네 (7세경 : 오스기 마유)

리호코의 여동생.  1995년 9월 19일 출생. 동거 중인 불안정한 언니의 돌보며 간식 〈이비스〉에서 일하고 있다. 중고교 6년간 야구부의 매니저를 맡고 〈전설적인 매니저〉라고까지 칭송받고 있었지만, 동아리에 은퇴하고 목표를 잃고 무기력해지면서 대학에도 가지 않고 직업을 전전해 가던 중에 간식 직원에 정착했다.  어린 시절부터 약하거나 상처를 입은 사람을 내버려 둘 수 없는 성격으로 자신을 뒷전으로도 다른 사람들을 돕는 것을 우선하기 때문에 리호코에 더 자신을 소중히 해 주었으면 한다고 걱정하고 있다. 그러나 자신은 다른 사람으로부터 고마움을 전해 받음으로써 긍정감을 얻고 있는 자신이 비어 있다고 느끼고, 무언가에 열중하고 있는 사람들을 부럽다고 생각한다. 이비스 후원자·슌타와 사이가 좋아지고 〈슌짱〉이라고 부르고 있지만, 어디까지나 오빠 같은 존재로 인간 관계는 안된다고 단언한다. 그러나 슌타에게서 그의 어머니의 일로 도움을 요청을 받거나 자신의 일처럼 행동하면서 내심 슌타를 좋아하게 되어, 슌타와 키스를 한 것을 계기로 사귀게 된다. 리호코가 정신적으로 회복되고 있다는 점에서, 더 이상 계속해서 언니에게 도움이 필요하지 않다면 언니의 아파트에서 이사를 결정하고 언니의 참견을 해대는 것이 누군가의 도움이 되고 싶다는 츠무기의 동기 부여가 되었다.
이전부터 〈야구부 매니저 같은 일〉이 없을까 찾고 있던 리호코에 「간단하게 매니저 일을 찾으면」이라고 되어 있던 것으로부터, 구스노키가 이비스 내점했을 때 빠소리부레에서 매니저 일을 하고 싶다고 취업 상담을 한다. 그 때, 고교 시절 고시엔에 가기 위하여 선수를 위해 좋다고 생각한 것은 미혹해져 말해온 것으로 해낼 자신이 있다는 마음가짐을 말하고 채용이 된다.

### 메이크업 쉬라즈
리호코가 일하고 있는 패밀리 레스토랑.
- 온다 미츠요 - 아스미 리오

점장. 프로 마작사를 목표로 준페이가 아르바이트하는 마장 〈아카마무시〉에 주 5회 다니고 있다. 후련한 여장부형으로 직원들을 살피고 있고, 처음에는 특별한 사정이 있는 리호코를 걱정하고 있었지만, 현재 성실하게 일하는 태도를 보고 정규직 시험을 받을 것을 권한다. 파란만장한 인생을 살아온 것 같은 리호코에 그녀는 술자리의 이야기에서 카를로스가 등장하는 옛날 이야기에 열중하지만, 이야기를 끝까지 듣기 전에 리호코가 만취해 버릴 정도로 폭주해 버린다. 프로 마작사 시험에는 필기에서 불합격해 있다.
- 사카자이 리나 - 요네쿠라 레이아

아르바이트의 고교생. 처음에는 미츠요의 이야기에 카를로스가 등장하는 그녀의 옛날 이야기에 관심을 보이고 있었지만, 리호코가 아르바이트를 곧 떠날 무렵에는 관심을 완전히 잃고, 이야기의 절정에 관심을 보이지 않고 식사에 열중한다. 소식하면서도 푸드 파이터가 되는 것에 강한 열망을 품고 있었지만, 맥베스의 해산 라이브를 감상하고 컨트롤 연예인에 관심을 나타내게 된다.

### 이비스
츠무기가 일하고 있는 간식.
- 시모죠 요시 - 마츠다 유히메

간식 마마. 인생 경험이 풍부하고 남자가 이별을 고할 때와 아르바이트가 간식을 그만 두려고 하고 있는 것은 곧바로 안다고 말하면서, 츠무기가 곧 아르바이트를 그만 둘 것 같은 분위기를 살피고 떠날 때 미리 말 것처럼 못박는다. 츠무기가 슌타에 마음이 있는 것을 알게 해주지 않은 것에 화기 치인 나머지, 슌타는 매우 둔감하다고 일침한다. 슌타의 것을 좋아하고, 슌타의 어머니·유리코의 장례식에서 〈책임지고 돌봐〉주면서 개인적으로 친구로써 서약을 하고 있다.
- 스구리 우라라 - 오노 리나

간식 직원. 츠무기에 이끌려 리호코의 아파트에서 전세를 찾을 때까지 한동안 신세를 지고 있었다. 뮤지션 지망생으로 길거리에서 기타 연주를 하고 있다.

### 아카마무시
준페이가 아르바이트를 하고 있는 마장.
- 쿠니타니 - 하시노 쥰페이 (제2화 ~ 최종화)

〈아카마무시〉의 점장. 마작장이 입주할 건물이 철거하기 때문에 다른 건물로 이전한다.
- 아나 - 카노 유스케 (제1화·제3화 ~ 제5화·제7화 ~ 최종화)

〈아카마무시〉의 단골 손님. 본업은 전문가. 하루토 등이 입주할 아파트의 옆방을 리호코가 둘러보고, 우라라와 츠무기가 방을 찾을 때 안내한다. 쿠니타니가 마장 〈아카마무시〉의 새로 입주하는 건물을 소개한다.

### 하루토 가족
- 타카이와 쿠니히로 - 스가와라 다이키치 (제3화·제6화·최종화)

하루토의 아버지. 우수한 장남 토시하루가 있었기 때문에 동생 하루토가 연예인을 하는 것에 용인하고 있었지만, 토시하루가 히키코모리로, 약속했던 10년의 시간이 가까워지자 하루토가 연예인을 계속하려고 하는 것에 부정적인 생각을 하게 된다.
- 타카이와 유카리 - 이치게 요시에 (제3화·제6화·제8화·최종화)

하루토의 어머니. 은둔형 외톨이가 된 장남 토시하루의 건강을 염려하지만 형이 히키코모리인데도, 하루토가 무명의 연예인을 계속하는 것에 체면을 걱정하고 있다.
- 타카이와 토시하루 - 마이쿠마 카츠야 (유소년기 : 토쿠야마 리토) (제3화·제9화·최종화)

하루토의 형. 학창 시절에는 학업도 운동도 톱 클래스로 외국계 증권 회사에 취직하고 결혼하고 자식도 있는 20대임에도 주택 보유 등 엘리트 인생을 보내고 있었다. 하루토를 이해해 주고 자신의 결혼 피로연에 무명으로 활동 중이던 맥베스를 초대하는 등 활동을 지지했다. 그러나 2년 전에 〈興神水〉라는 사이비 종교 단체의 식수 다단계 판매에 빠져 아내와 이혼하고 회사에도 해고가 되고, 학창 시절 친구까지 한 사람도 남김없이 잃게 되면서 본가 자신의 방에서 거의 나오지 않게 되었다. 히키코모리 중에도 하루토의 일을 걱정해 맥베스의 해산을 알고 자신의 탓이라고 자책을 하지만, 인터넷에서 맥베스의 콩트 〈기적의 물〉을 그리며 점점 망가져가는 형을 일어서게 하는 것을 포기하지 않는 동생의 필사적인 모습을 시청하고 생각이 바뀌고 있었기 때문에 하루토의 호소나 스마트폰에 남겨진 수신을 계기로 방 밖으로 나갈 결심을 한다. 그 때, 전화로 맥베스를 해산하지 않도록 하루토를 자극하고 “부모 침묵인 것이 장남의 의무이다”고 동생을 지키기 위해 자신도 재기하는 것을 말한다. 나중에 택배를 분류 작업하는 아르바이트를 시작했다가 하루토가 본가가 돌아온 때에 부모로부터 이후에 사원 기숙사가 있는 인쇄 회사에 취직하여 집을 나온 것을  어머니·유카리가 전화로 전하고 있다. 재취업 후 완전히 회복해 맥베스의 해산 라이브에도 나타난다.

### 준페이의 가족
- 미노와 아케미 - 우메자와 마사요 (제3화·제8화·최종화)

준페이의 어머니. 준페이의 누나 유미코의 남편 고요가 탈 샐러리맨을 선언하고 본가 〈미노와 주점〉의 후계자가 되는 이야기가 진행되고 있다고 준페이에 불평함에 따라 정리하지 못한 뻔한 이야기에 참견하지 말라고 시비된다.
- 미노와 유미코 - 키무라 후미노  (제6화·제8화)

준페이의 누나. 준페이가 나츠미와 결혼하기 위해 주점을 이어 받으려는 것이 아닐까 따져 묻는다. 한편, 남편의 고요가 탈 샐러리맨을 하고 자신과 자신의 친정에 신경을 쓰고 술집을 물려 받겠다고 말해주려 했지만, 사실은 하고 싶은 일이 있을 것이라고 간파하고 있다.
- 미노와 류조 - 카네다 아키오 (제7화·제8화)

준페이의 아버지.  허리를 다쳐 입원했다가 퇴원하고 준페이에 주점을 상속 받기 위해 결혼이 수단이 되는 것은 안된다며, 갑자기 가업을 돕는 것에 비난하고 이전에 진심의 모습을 보이라고 쓴 소리를 낸다.

### 슌타의 가족
- 아사부키 유리코 - 니시다 나오미 (제4화)

슌타의 어머니. 남편을 일찍 사별하고, 홀로 쇼타를 키웠지만 쇼타와는 타협이 나빠 〈하는 일을 모두 부정하는 여성〉의 모습이 되었다. 쇼타가 프로게이머가 되는 것을 반대했기 때문에 그가 고교 졸업 후 자취를 시작하면서부터 절연 상태가 되었다. 2년 전 쇼타를 만나기 위해 갑자기 아파트를 방문하지만 그 때도 만나는 것을 거부 어쩔 수없이 하루토에 점심에 나간 쇼타를 만나게 해달라고 부탁하고 하루토 등은 개그 라이브에 와줄 것을 권한다. 하지만 결국 방문하는 것은 아니고, 마지막에 쇼타와 만난 것은 자신의 임종 때가 되었다.

### 그 외 인물들
- 마카베 곤스케 - 스즈키 코스케 (제1화 ~ 제4화·제6화·제9화·최종화)

맥베스 세 명의 료쿠토 고등학교 담임. 대학 시절에 오치켄 부부장을 맡고 있어 하루토가 문화제에서 연기한 콩트를 칭찬한 것으로 하루토가 개그맨을 꿈꾸게 된 계기를 마련해 준다. 맥베스의 세 명과는 졸업 후에도 교류가 계속되고 있다. 대학 졸업 후 바로 교사가 된 것이 아니라 꿈을 쫓고 있었던 시기가 있었기 때문에, 준페이 등으로부터 맥베스를 해산해야하는지 의견을 나뉜 곳에 “무작정 해버려”라고 격려하는 것이 아니라 18~10년과 28에서 10년에 또 다른 차원의 고통이 기다리고 있기 때문에 해산하는 편이 좋다고 사견을 말한다.
- 안도 토모로 - 이부 마사토 (제2화 ~ 제4화·제8화 ~ 최종화)

슌타가 아르바이트를 하고 있는 〈파퍼트〉의 점장. 슌타의 인생을 맡길 생각으로 아르바이트를 고용하고, 〈맥베스〉의 세 명을 따뜻하게 지켜보고 있다. 예전 〈파안도〉라는 링 네임의 복서였다. 〈파퍼팅〉이라는 가게 이름과는 달리 골프를 싫어한다.
- 키시쿠라 나츠미 - 요시네 교코 (제2화 ~ 최종화)

준페이의 고교 시절부터 여자친구. 대형 제약 회사의 홍보부에 근무한다. 맥베스의 대모 같은 존재. 고교 시절은 고바야시 유우마와 사귀고 있었지만, 유우마와 사이가 안좋았던 때 준페이에게 여러번 고백을 받게 되면서 교제하게 된다. 밝고 착실한 사람으로 맥베스의 활동을 응원하고 준페이를 격려한다. 그러나 한편 회사에는 무명의 연예인과 교제하고 있음을 공개적으로 할 수 없는 갈등이 있다. 준페이가 준비하고 있던 자신의 생일 축하가 일의 사정으로 어긋나고 후일에 회사까지 찾아온 하루토에게 준페이의 10년 동안 변함없는 마음을 전해 듣고 그에게서 서프라이즈 파티 계획을 결심하고 집안의 욕조에 숨어 준페이를 위해 서프라이즈를 준비해 자신의 변함없는 애정을 전한다.
- 쿠스노키 미노미 - 나카무라 토모야 (제2화·제4화·제5화·제8화·최종화)

맥베스가 소속 된 연예 기획사 〈파소리프레〉의 매니저. 맥베스의 가능성을 믿고 해산을 철회 시키려고 한다. 5년 전에 슌타가 가입하고, 트리오로 편성 된지 얼마 안된 무렵의 맥베스와 〈파퍼트〉에서 만나 사무소에 소속하지 않고 프리로 활동하고 있던 그들에게서 매니저를 하게 해달라고 상담, 〈파소리프레〉에 소속시켜 맥베스 매니저가 된다.  당시는 회사에서 지정한 아티스트 밖에 담당하지 못하고 일을 즐길 수 있는 상황과는 거리가 멀었지만, 컨트롤러의 구성 및 네타의 선정, 향후의 활동 방침에 이르기까지 세 명과 철저하게 논의하고 〈네 번째 맥베스〉가 되었다는 생각으로 그들의 매니저를 필사적으로 일하면서 회사의 사장이나 라이브 하우스와 끈질기게 협상하는 등 단독 라이브를 실현시켜 만족감을 얻는다. 그 후에도 맥베스의 일에 충실한 활동을 계속했지만 결과가 나오지 않았던 것으로부터 해마다 세 명과의 거리가 점차 확산되어, 네타 맞추기에서도 나타나지 않는다. 맥베스가 해산을 결정한 것을 계기로 다시 그들이 네타 맞추기를 하는 메이크업 쉬라즈를 방문하고, 나름대로 생각한 해산 라이브의 네타 순서의 자료를 그들에게 주었다는 것으로 맥베스의 노력을 보여 준것이 전해져 응어리도 풀린다. 원래는 가수 지망생으로 〈파소리프레〉를 찾았지만 사무실의 사장으로부터 “가수로서는 힘들고 관리자에 어울려”라고 말한 것으로 매니저 일을 시작했다.
- 고바야시 유우마 - 아사카 코다이 (제2화·제5화·제9화)

맥베스 세 명의 고등학교 동창. 농구부의 에이스로 학업도 우수했다. 현재는 〈코끼리 단계〉 사장. 나츠미의 고등학교 전 남친으로 준페이와 나츠미와도 아직도 꺼리지하고 유우마에 청첩장이 와도 맥베스 세 명과 그녀는 가지 않았다. 유우마 자신은 이미 남아있는 감정이 있는 것이 없고, 맥베스에 자사의 전시회의 PR 이벤트의 사회를 의뢰한다. 그 때, 고교 시절부터 꿈을 쫓고 있는 맥베스를 부럽다고 느껴 처음은 실패하면 된다고 생각했지만, 대학 시절에 하고 싶은 것을 발견하고는 맥베스의 활동을 격려하고 있고, 뭔가 함께하고  싶었다고 하루토에 털어 놓는다. 그러나 자신을 동정하고 일을 부여하고 굴욕을 느낀 하루토는 일을 거절해 버린다.

### 게스트

#### 제1화
- 코미디 프로그램의 디렉터 - 이사키 미츠노리 (제8화)

맥베스가 오디션을 본 심야 프로그램 〈爆笑ネタ見せ王〉의 감독.  해산을 건 맥베스의 네타를 혹평한다.
- 코미디 프로그램 방송 작가, 프로듀서 - 나이토 세이와,와다 료타 (제8회)

〈爆笑ネタ見せ王〉의 방송 작가와 프로듀서.
- 라멘 가게의 점원'"" - 나카마츠 토시야

맥베스의 세 명이 오디션 낙선 후 18시간에 걸쳐 먹으러 간 후쿠오카의 〈博多ラーメン峰ちゃん〉의 점원.

#### 제2화
- 유키 - 오쿠아키 타츠야

준페이가 문화제에서 콩트를 하려고 먼저 초대한 상대. 준페이의 권유를 거절한다.

#### 제3화
- 마카베 타이치 - 이토 슌타 (제9화·최종화)

곤스케의 아들. 맥베스의 콩트 팬. 그러나 해산하는 맥베스의 모습을 큰일이라고 느끼고 있어 “꿈이란 쫓아 않는 편이 좋아?”라고 집에서 열린 BBQ 파티에 초대한 하루토와 슌타에 질문한다.
- 토시하루의 전처 - 히구치 유코

하루토의 형·토시하루의 전처. 토시하루와 결혼 후 가정을 꾸렸지만 다단계 판매에 빠진 토시하루와 이혼한다.

#### 제5화
- 오카베 쇼고 - 미우라 료타 (최종화)

하루토와 준페이의 료쿠토 고등학교 축구부 후배로 두 명을 존경하고 있다. 준페이의 마장 〈아카마무시〉에 회사의 사장들을 데리고 나타난다. 맥베스의 해산 라이브 축구부의 오랜 친구와 함께 달려 온다.
- 선배 A, 선배 B - 나가오카 타쿠야, 사카모토 케이스케

오카베가 마장 〈아카마무시〉에 데려온 회사의 선배들.
- 캐런 치바, 캐런 유메키 - 스즈노스케, 모리타 간로 (제7화)

맥베스 전 선배 연예인. 슌타의 첫 지방 영업에서 맥베스와 대기실이 함께되어 해산 이야기 중이던 모습을 목격하고 그런 식으로 하고 싶지 않으면 맥베스의 세 명이서 얘기했지만, 자신들과 같은 처지와 된 것으로 과거의 일을 생각 나게한다. 3년 전에 해산했지만 해산을 피하려고 했던 치바는 현재 중고 자동차 판매점 〈히비스카 차고〉에 근무하고 있으며, 슌타는 애차인 시트로엥을 그가 맡고 있는 중고 자동차 대리점에 판매한다.
- 쌍둥이 여성 객원 - 후쿠 마츠미, 마츠모토 카이키 (최종화)

〈메이크업 쉬라즈〉에 내점하고 있던 2인조 여성 손님. 가게에 장식해 있던 8 종류의 꽃의 이름을 고교 시절에 꽃꽂이부에서의 영향으로 꽃에 상세하게 답하는 리호코에 감동하고 돌아가는 길에  “멋진 시간을 보낼 수 있었습니다” “고마워요”라고 조용히 고개를 숙여 퇴점해 나간다. 최종화에서는 〈파퍼트〉의 점장·안도의 쌍둥이 여동생들이었음이 판명된다.

#### 제7화
- 아즈미 - 아베 료헤이 (제9화)

하루토의 아르바이트 해체 업의 사장. 맥베스 해산을 결정하고 일자리를 찾고 있는 하루토가 사원을 모집하고 있는지 물어 보지만, 직원을 고용만의 체력이 없다고 말한다.
- 우라소 슈사쿠- 이시바시 료다이

전직 요원.  나츠미의 지인으로 그녀의 소개로 재취업을 생각하고 리호코와 면담하고 전직 시설을 소개한다.

#### 제9화
- 폼페이 가게 주인 - 나구라 유교

맥베스의 세 명이 고교 시절에 즐겨 다닌 중국집 〈폼페이〉의 주인. 리호코의 요청으로 나카하마 자매의 취업 축하 회식이 열린다.
- 키시쿠라 무츠미 - 덴덴

나츠미의 아버지. 술을 마시고 집에서 첫 대면한 준페이를 노골적으로 위협하는 태도를 취하지만, 준페이가 나츠미와 성실하게 교제를 하고 있는 자세를 느끼고 그가 간단한 선물을 지참한 술을 함께 마시자고 권한다. 준페이와 마찬가지로 「723」의 번호판에 구애를 가지고 집에 2대의 차량과 오토바이 자전거의 번호는 모두 「723」였다.
- 마카베 부인 - 오타 미에

곤스케의 아내. 집 정원에서 열린 BBQ 파티에 초대한 하루토와 슌타을 대접한다.

#### 최종화
- 카를로스 - Taheri Farshid

맥베스 해산로부터 3개월 후 해외로 여행을 떠난 슌타가 선상에서 만난 일본어를 할 줄 아는 외국인.

## 제작진
- 각본 - 카네코 시게키
- 음악 - 마츠모토 아키히코
- 치프 프로듀서 - 이케다 켄지
- 프로듀서 - 후쿠이 유타, 마츠야마 마사노리 (토탈 미디어 커뮤니케이션)
- 연출 - 이노마타 류이치, 카나이 히로 (storyboard), 세오 하지메 (총 미디어 커뮤니케이션)
- 주제가 - 아이묭 〈사랑을 알기까지는 (愛を知るまでは)〉 (unBORDE / Warner Music Japan)
- 콩트 감독 - 오카다 유키오
- 제작 협력 - 토탈 미디어 커뮤니케이션
- 제작·저작 - NTV

## 방영일·부제·시청률
| 각화                                                      | 방송일   | 부제             | EPG란                                                 | 연출            | 시청률 |
| --------------------------------------------------------- | -------- | ---------------- | ----------------------------------------------------- | --------------- | ------ |
| EPISODE#01                                                | 4월 17일 | 水のトラブル     | これは、全ての世代の「アナタ」へ届ける群像劇          | 이노마타 류이치 | 8.9%   |
| EPISODE#02                                                | 4월 24일 | 屋上             | 一緒に笑って一緒に泣ける、『あの頃』感じる群像劇      | 이노마타 류이치 | 8.6%   |
| EPISODE#03                                                | 5월 1일  | 奇跡の水         | 孤独な夜に救いとなるのは                              | 카나이 코       | 7.5%   |
| EPISODE#04                                                | 5월 8일  | 捨て猫           | 離れていた親子。 いつの間にか涙が零れる夜がある。     | 카나이 코       | 7.1%   |
| EPISODE#05                                                | 5월 15일 | カラオケボックス | 運命の1日。 出さねばならない「答え」がある。          | 이노마타 류이치 | 7.1%   |
| EPISODE#06                                                | 5월 22일 | 金の斧銀の斧     | 別れを決めたその先に。 待っていたものは…!?            | 카나이 코       | 6.5%   |
| EPISODE#07                                                | 5월 29일 | 無人島           | 「何か」が始まる時。 「何か」とさよならする時。       | 이노마타 류이치 | 6.8%   |
| EPISODE#08                                                | 6월 5일  | ファミレス       | その頑張りを見ている人は、必ずいる。                  | 세노오 이치     | 8.4%   |
| EPISODE#09                                                | 6월 12일 | 結婚の挨拶       | 終わりの直前。 アイツに伝えなきゃいけないことがある。 | 카나이 코       | 7.4%   |
| EPISODE#10                                                | 6월 19일 | 引っ越し         | ただひとめ、共に見届けてほしい最終回。                | 이노마타 류이치 | 7.6%   |
| 평균시청률 7.6% (시청률은 간토 지방·비디오 리서치사 조사) |          |                  |                                                       |                 |        |

## 관련 상품
- 영상 제품
  - 콩트가 시작된다 DVD-BOX
  - 콩트가 시작된다 Blu-ray BOX (2021년 11월 17일, VAP)

## 스핀오프 드라마
《맥베스의 23시 ~여러분의 질문에 정말 대답합니다~》(일본어: マクベスの23時 〜皆様の質問に本当に答えます〜)라는 제목으로 동영상 서비스 Hulu에서 본편 종료 후에 전달 되었다. 스다, 카미키, 나카노의 드라마 등장 인물인 하루토, 슌타, 준페이로 시청자들의 SNS에 전해진 질문에 답변하면서 대본없이 줄거리없이 프리 토크를 전개하고 있다.

### 캐스트
- 타카이와 하루토 - 스다 마사키
- 아사부키 슌타 - 카미키 류노스케
- 미노와 준페이 - 나가노 타이가
- 나카하마 리호코 - 아리무라 카스미 (제6밤 스페셜 게스트)

### 제작진
- 연출 - 세오 하지메
- 프로듀서 - 후쿠이 유타, 마츠야마 마사노리

### 전달 일정
| 각화  | 전달일   | 비고                     |
| ----- | -------- | ------------------------ |
| 제1밤 | 4월 17일 | 본편 제1화 방송 후 배달  |
| 제2밤 | 5월 1일  | 본편 제3화 방송 후 배달  |
| 제3밤 | 5월 15일 | 본편 제5화 방송 후 배달  |
| 제4밤 | 5월 29일 | 본편 제7화 방송 후 배달  |
| 제5밤 | 6월 12일 | 본편 제9화 방송 후 배달  |
| 제6밤 | 6월 19일 | 본편 최종화 방송 후 배달 |